# 陳倩揚
陳倩揚（英語：Skye Chan Sin Yeung，1983年10月13日—），畢業於香港中文大學日本研究學系，2008年香港小姐亞軍及2009年國際中華小姐亞軍，前無綫電視經理人合約女藝員。

## 個人簡歷
陳倩揚生於小康之家，家住北區粉嶺，父親經營工程公司。小學時就讀上水惠州公立學校，中學時就讀東華三院甲寅年總理中學。大學考進了香港中文大學日本研究學系；曾到日本名古屋當了一年交換生，期間堅持不靠父母資助兼職教授日本人英語和粵語以及在意大利餐館打工賺取生活費，順道鍛練日語，取得豐富體驗。在港就讀大學期間，她曾經常在日資百貨公司當翻譯，畢業後，首份工作於日資公司當文員；未幾，因工作性質不合，而決定投考機艙服務員，後獲國泰航空聘請。
2008年，陳倩揚經過面試後，順利成為香港小姐候選佳麗，卻被大會改變形象剪成一頭齊蔭短髮。決賽當晚，臨場狀態大勇，其中泳裝表演突然駁髮增添女人味。最後成為亞軍及 「國際親善小姐」，同年的11月，前往南非舉行的2008年世界小姐競選活動。12月，無綫電視決定由她頂替張舒雅代表香港參加國際中華小姐，亦是首個參選該選舉的的香港小姐亞軍，最終獲得「國際中華小姐亞軍」及「友誼小姐」。
2009年3月《東張西望》節目改版，陳倩揚成為主持。8月卸任後簽約為無綫電視經理人合約女藝員，2010年開始接拍電視劇。2015年12月30日主持完最后一集《東張西望》。2016年8月3日与无线约满后离巢。
2010年12月4日與拍拖8年的男友陳浩然結婚。2011年2月，陳倩揚宣佈懷孕5個月，同年長子出生。2015年生下次子。2018年1月17日，宣佈第三度懷孕，同年長女出生。
2019年，陳倩揚近年主力主持港台節目及擔任活動司儀，在工作之餘，照顧子女更是親力親為。
2022年8月，一家五口舉家移居加拿大多倫多。同年11月應新時代電視邀請擔任多倫多華裔小姐競選大會評判。

## 電視劇（無綫電視）
| 首播   | 劇名             | 角色                  |
| 2010年 | 天天天晴         | 周律師（Bernice）     |
| 2011年 | 洪武三十二       | 徐儀華（仁孝文皇后）  |
| 2011年 | 點解阿Sir係阿Sir | Macy（第30集）        |
| 2011年 | 不速之約         | Iris                  |
| 2011年 | 萬凰之王         | 鈕祜祿·扎拉芬（青年） |
| 2012年 | 法網狙擊         | Celine（第7集）       |
| 2013年 | 衝上雲霄II       | 鍾麗安（Joanne）      |
| 2013年 | On Call 36小時II | 孫曼晨（Mavis）       |
| 2014年 | 女人俱樂部       | Macy                  |
| 2014年 | 我們的天空       | 劉小雲                |
| 2014年 | 使徒行者         | 謝安儀（Ada）         |
| 2014年 | 八卦神探         | 嚴彩兒（Suki）        |
| 2015年 | 四個女仔三個BAR  | 方天娜（Sabrina）     |
| 2016年 | 完美叛侶         | 王曉晴                |
| 2017年 | 與諜同謀         | 蔣淑苓                |

## 電視劇 (其他)
| 年份   | 播放頻道 | 劇集名稱 | 角色           |
| 2025年 | ViuTV    | 三命     | 林海琪（成年） |

## 曾參選選美活動
- 2008年香港小姐競選
- 2008年世界小姐競選
- 2009年國際中華小姐競選

## 曾獲獎項與提名
| 年份   | 獎項                              | 結果 |
| 2008年 | 2008年度香港小姐競選 國際親善小姐 | 獲獎 |
| 2008年 | 2008年度香港小姐競選 亞軍         | 獲獎 |
| 2009年 | 2009國際中華小姐競選 友誼小姐     | 獲獎 |
| 2009年 | 2009國際中華小姐競選 亞軍         | 獲獎 |

## 其他
- 2021年：ViuTV《最後一屆口罩小姐選舉總決賽》評審

## 外部連結
- 陳倩揚的新浪微博
- 陳倩揚的Facebook專頁
- 陳倩揚的Instagram帳戶
- 陳倩揚個人網站 Loving Skye(已停用)

| 前任： 王君馨 | 香港小姐競選亞軍 2008年 | 繼任： 李姿敏 |

| 前任： 王君馨 | 香港小姐競選友誼小姐 2008年 | 繼任： 黃嘉麗 |